# Piotr Borodin
Piotr Grigorjewicz Borodin (ros. Пётр Григорьевич Бородин, ur. 6 czerwca 1905, zm. 1986) – radziecki polityk, I sekretarz KC Komunistycznej Partii (bolszewików) Mołdawii.

## Życiorys
W 1930 ukończył studia w instytucie inżynieryjnym w Dniepropietrowsku, a w 1936 aspiranturę w tym instytucie. W 1938 II sekretarz, a 1939–1940 I sekretarz Mołdawskiego Obwodowego Komitetu Komunistycznej Partii (bolszewików) Ukrainy (KP(b)U), następnie po anektowaniu Mołdawii przez ZSRR mianowany 4 września 1940 I sekretarzem KC nowo utworzonej Komunistycznej Partii (bolszewików) Mołdawii (do 7 września 1942). W 1941 członek Rady Wojskowej Frontu Południowego, w latach 1943–1946 oficer polityczny Armii Czerwonej. W latach 1946–1949 naczelnik Zakarpackiego Obwodowego Wydziału Zarządzania Materiałami Budowlanymi, 1949–1953 kierownik Wydziału Planowania, Finansów i Handlu Obwodowego Komitetu KP(b)U/KPU, 1953–1956 kierownik Wydziału Transportu Przemysłowego Komitetu Obwodowego KPU w Równem. W latach 1956–1962 ponownie w Obwodzie Zakarpackim, następnie na emeryturze. W latach 1941–1952 członek Centralnej Komisji Rewizyjnej WKP(b), 1940–1949 członek KC KP(b)U, deputowany do Rady Najwyższej ZSRR.